# Terrier de Manchester
El Terrier de Manchester és una raça de gos terrier que sembla una forma reduïda del Doberman Pinscher encara que no tingui cap llaç de sang amb aquesta raça. És un gos esvelt, lleuger, atlètic i de línies molt depurades.

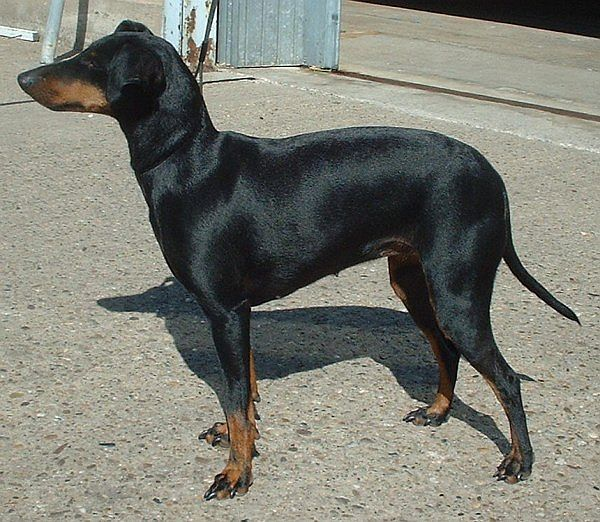
Terrier de Manchester

## Mascota
Per tenir un origen urbà el terrier de Manchester és un gos ideal per a la vida en un pis petit de ciutat, i a més li agraden els nens. L'únic defecte que se li pot posar al terrier de Manchester com a mascota és la seva aparença, ja que no es tracta del gos llanut i rabassut que avui dia se sol mantenir en un pis.

## Procedència
El terrier de Manchester es tracta d'una versió més àgil i lleugera del Black and tan terrier. Així, el terrier de Manchester no descendeix, com altres terriers, de gossos de camp, sinó que procedeix de gossos urbans, la funció del qual era acabar amb la feristela pròpia de la ciutat: la rata.
Aquesta raça també té sang del Whippet el que li dona el seu aspecte aerodinàmic amb línies depurades i la seva considerable agilitat.

## Utilització
Al principi, el terrier de Manchester va ser un gos especialitzat en la caça de la rata i del conill en concursos urbans, però amb la prohibició d'aquests concursos, el Manchester terrier va passar a convertir-se en un útil controlador de feristeles i, posteriorment, en gos de companyia. També es poden trobar avui dia exposicions en les quals figuren exemplars de Manchester terrier.

## Història
El Terrier de Manchester va començar a anomenar-se com a tal l'any 1897 (20 anys després de la seva creació.) 
Es va crear en plena expansió dels concursos que consistien a matar el major nombre de rates, i la raça es va fer famosa com a campiona en aquesta disciplina. Amb la prohibició d'aquesta pràctica, el Manchester terrier pateix un primer cop que fa que baixi el nombre d'exemplars i la popularitat de la raça.
Més tard va patir una altra patacada amb la prohibició d'amputar les orelles dels gossos (1898). Un Manchester terrier amb les orelles sense amputar tenia un aspecte en desacord amb el seu comportament i potència física. Per això el Manchester terrier va començar a tenir cada vegada menys popularitat.
El tercer cop se'l va emportar a la Segona Guerra Mundial, durant la qual la raça gairebé s'extingeix, quedant només 11 exemplars a Anglaterra.
La raça es comença a recuperar quan un grup d'entusiastes es decideix a formar un club que fomentés la popularitat del terrier de Manchester, encara que ja només es fa en exposicions.